# Teušpa
Teušpâ (asirsko 𒁹𒋼𒍑𒉺𒀀, Teušpâ in 𒁹𒋼𒍑𒉺, Teušpa) je bi zgodnji kralj Kimercev, ki je vladal na začetku 7. stoletja pr. n. št., * ni znano, † 679 pr. n. št.

## Ime
Teušpa in Teušpâ sta akadski obliki imena, ki izvira iz kimerskega narečja staroiranskega skitskega jezika. 
Jezikoslovec János Harmatta je to prvotno kimersko ime rekonstruiral kot *Tavispaja, kar pomeni "nabrekniti od moči".
Askold Ivantchik ima namesto tega tri alternativne predloge za staroiranski izvor imena Teušpa:
*Taiu-aspa, "ugrabitelj konj", 

*Taiu-spā, "pes ugrabitelj" in  

*Daiva-spā, "božanski pes". 
Kljub navidezni podobnosti imena Teušpa in imena njegovega perzijskega sodobnika Teispesa (Cišpiš), se zdi, da imeni etimološko nista povezani.

## Zgodovinsko ozadje
V 8. in 7. stoletju pr. n. št. je znatno preseljevanje nomadov iz evrazijskih step pripeljalo Skite v jugozahodno Azijo. Po Herodotu se je to gibanje začelo, ko so se Masageti ali Isedoni  selili proti zahodu in potisnili Skite na zahod čez reko Araks v Kaspijsko stepo, od koder so se odselili Kimerci.
Kimerci so se, domnevno pod pritiskom Skitov, preselili na jug in preko prelazov Klukhor, Alagir in Darial v Visokem Kavkazu v zahodno Azijo. Tam so ostali večji del 7. stoletja pr. n. št.

## Vladanje
Okoli leta 680 pr. n. št. so se Kimerci razdelili v dve skupini. Večina se je preselila v Anatolijo, medtem ko je manjšina ostala na območju blizu kraljestva Manai in se kasneje preselila v Medijo.
Teušpa je bil kralj zahodne skupine. Leta 679 pr. n. št. je vodil pohod Kimercev proti zahodnim obmejnim območjem Novoasirskega cesarstva, kjer ga je asirski kralj Asarhadon blizu Hubušne v Kapadokiji premagal in ubil. Asirci kljub zmagi niso bili povsem uspešni, ker niso mogli niti vzpostaviti trdne oblasti na območju okoli Hubušne niti zavarovati svojih zahodnih meja.